# Hiroshi Kawahara
Hiroshi Kawahara (jap. 河原博 Kawahara Hiroshi; ur. 5 kwietnia 1858 w Ōmuri, Nagasaki, zm. 1918 w Nagoi) – japoński lekarz, jeden z pierwszych japońskich neurologów. Jego prapradziadek Yūyū Kawahara był poetą, twórcą haiku.
Naukę rozpoczął w 1871 roku w Szkole Medycznej w Nagasaki, założonej w 1857 roku, za siogunatu Tokugawa. Szkołę prowadził holenderski chirurg Johannes Lijdius Catharinus Pompe van Meerdervoort. W 1874 roku szkołę zamknięto z politycznych powodów i Kawahara przeniósł się do Szkoły Medycznej w Tokio (obecnie Uniwersytet Tokijski), gdzie uczył się m.in. od Erwina Bälza. Jako student zachorował na gruźlicę, mimo to w 1883 roku z wyróżnieniem ukończył edukację.
Wkrótce po otrzymaniu dyplomu Kawahara otrzymał katedrę profesora patologii i medycyny wewnętrznej w Szkole Medycznej Aichi (obecnie Szkoła Medyczna Uniwersytetu Nagoja). Pozostał na stanowisku do 1897 roku, gdy zrezygnował z powodów zdrowotnych (gruźlica). Przez 14 lat urzędowania opracował system nauczania w szkole, kładąc nacisk na systematyczne uczenie, naukę rozpoznawania, semiologii, patologii i leczenia chorób neurologicznych.
W 1897 napisał pierwszy japoński podręcznik chorób układu nerwowego. Książka liczyła 496 stron i zawierała liczne, własnoręcznie sporządzone przez Kawaharę ilustracje. Opisał w nim szczegółowo obraz kliniczny choroby Parkinsona, a także (opisany również w osobnej pracy)przypadek dwóch braci i brata ich matki z rodziny dotkniętej rodzinną atrofią mięśni, później opisaną jako zanik opuszkowo-rdzeniowy albo zespół Kennedy’ego-Altera-Sunga. Był to pierwszy opis tej choroby w piśmiennictwie światowym. W 1953 roku w jednej z pierwszych prac o tej chorobie, Takikawa przypomniał pionierską pracę Kawahary. Badacze z Uniwersytetu Nagoya przebadali potomków rodziny badanej przez Kawaharę i potwierdzili rozpoznanie. W 1901 roku na łamach „Virchows Archiv” przedstawił pracę poświęconą leczeniu gruźliczego zapalenie opłucnej. Sam zmarł na gruźlicę w 1918 roku w Nagoja.

## Prace
- Naika-ikou [Shinkeikeitou-hen] 1897.
- Ueber den Bruststich mit nachfolgender Luft-Einführung, 1901